# Три дні вересня вісімдесят дев'ятого

Три дні вересня вісімдесят дев'ятого. Друге видання.

«Три дні вересня вісімдесят дев'ятого» — книга-стенограма установчого з'їзду Народного Руху України 1989 р., містить також Програму і Статут Народного Руху, усі резолюції, постанови з'їзду, список делегатів, склад керівних органів первинного Народного Руху України 1989 року. Книгу видало державним коштом видавництво «Українська енциклопедія» ім. М. П. Бажана. Наклад — 5000 примірників (друге видання). Перше видання від 2000 р. мало наклад 1000 прим., Редакція «Україна. культура. Наука».
І перше і друге видання книги Три дні вересня вісімдесят дев'ятого належать до рідкісних видань.